# Innu
Die Innu / Ilnu (Eigenbezeichnung: „Mensch“, „Person“) bzw. Innut / Innuat / Ilnuatsh („Volk“), früher meist Montagnais (französisch für „Bergbewohner“) genannt, sind eine Gruppe der nordamerikanischen Indianer, die zu den First Nations in Kanada zählen und im Osten der Labrador-Halbinsel leben. Vor ungefähr 8000 Jahren zogen sie in dieses Gebiet, das sie Nitassinan („Unser Land“) oder Innu-assi („Innu-Land“) nennen. Heute leben rund 18.000 Innu in elf Siedlungen innerhalb von Reservaten in Québec und Labrador. Um eine Verwechslung mit den zu den Eskimo-Völkern gehörenden Inuit zu vermeiden, wird heute jedoch nur die Singular-Form „Innu / Ilnu“ verwendet und auf die korrekte Pluralform als „Innut / Innuat / Ilnuatsh“ verzichtet.
Die Innu bestehen eigentlich aus zwei regionalen Stammesgruppen, die sich im Dialekt und teilweise auch in ihrer Lebensweise und Kultur unterscheiden: einerseits die Ilnu, auch Westliche Montagnais genannt, im Süden und die weiter nördlich lebenden Innu oder Östlichen Montagnais. Beide Gruppen werden im offiziellen Sprachgebrauch von Indigenous and Northern Affairs Canada immer noch als „Montagnais“ bezeichnet, sie selbst nennen sich Innu bzw. Ilnu. Andererseits gehören die noch weiter nördlich lebenden Naskapi („Volk jenseits des Horizonts“), die sich selbst ebenfalls als Innu bzw. Iyiyiw bezeichnen, dazu.
Früher waren die Innu vorwiegend gebietsgebundene halbnomadische Jäger und Sammler, die in den offenen Flechtenwäldern der borealen Zone Elche, Karibus und Kleinwild jagten. Manche Küsten-Gruppen betrieben auch Feldbau, fischten und ernteten Ahornsirup. Die Naskapi hingegen lebten als Nomaden meist in der lichten Waldtundra von der Jagd auf Elche und in der offenen Tundra auf Karibus; zudem vom Fischfang sowie dem Sammeln von Wurzeln und Wildpflanzen.
Die Innu waren mit den Atikamekw, Maliseet und Algonkin sowie später den Wyandot gegen ihre traditionellen Feinde, die Mi'kmaq und Irokesen verbündet. Immer wieder waren während der Biberkriege (1640–1701) die Irokesen in ihre Gebiete eingefallen und hatten Frauen und Krieger in die Sklaverei entführt. Auch drangen sie in ihre Jagdgründe auf der Suche nach mehr Pelzen ein. Da diese Auseinandersetzungen seitens der Irokesen mit bis dahin nicht gekannter Brutalität geführt wurden, übernahmen nun die Innu ihrerseits auch die Grausamkeit ihrer Feinde. Die Naskapi hingegen lagen häufig im Konflikt mit den südwärts vordringenden Inuit im Osten.

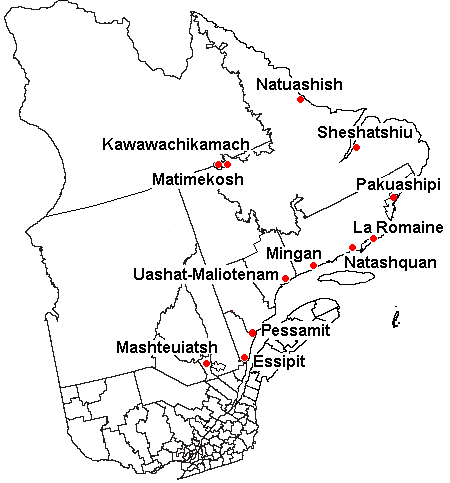
Heutige Innu-Gemeinden in Québec und Labrador; die zwei Gemeinden Natuashish und Kawawachikamach im Norden sind Siedlungen der Naskapi.

## Sprache
Ihre Sprache, das Ilnu-Aimun bzw. Innu-Aimun, gehört zur regionalen Sprachgruppe des „Zentral-Algonkin“ der Algonkin-Sprachfamilie und zählt hierbei zum Dialektkontinuum der Cree-Sprachen (Cree–Montagnais–Naskapi). Sie bildet hierbei die östlichsten Cree-Dialekte. Da die heutigen Innu und Naskapi sich als eine Ethnie mit einer gemeinsamen Sprache (unterteilt in mehreren Dialekten) betrachten und die Naskapi ihre Dialekte ebenfalls als Innu-Aimun bezeichnen, wird heute in der Linguistik und Fachliteratur zur besseren Unterscheidung zwischen dem „Montagnais Innu“ der Innu und dem „Naskapi Innu“ der Naskapi unterschieden – als Überbegriff für alle Dialekte des Innu-Aimun ist hingegen die Bezeichnung „Montagnais-Naskapi“ üblich.
Meist werden die einzelnen Cree-Dialekte anhand Lautveränderungen mittels vergleichender Phonetik nach der Realisierung des angenommenen Proto-Algonkin-Phonems *r/*l (je nach Dialekt in: y /j/; ð/th /ð, θ/; r /ɹ/; l /l/; n /n/) sowie der Palatalisierung von *k (wenn es einem Vorderzungenvokal voransteht) zu entweder c /ts/ oder č /tʃ/ unterschieden; alle palatalisierten Dialekte werden als „Montagnais-Naskapi“ betrachtet, alle nicht-palatalisierten Dialekte als „Cree“. Jedoch ist dies teilweise irreführend, da nach diesen Kriterien die Dialekte des „East Cree“ (auch: „James Bay Cree“ bzw. „East Main Cree“, palatalisierte y-Dialekte) dem „Montagnais-Naskapi“ bzw. „Innu-Aimun“ zuzurechnen wären. Zur einfachen Unterscheidung zwischen „Cree“ und „Montagnais-Naskapi“ wird daher auf die schriftliche Wiedergabe der einzelnen Dialekte verwiesen: im Gegensatz zu anderen Cree-Sprachen, die die Silbenschrift der Cree nutzen, nutzt das „Montagnais-Naskapi“ das lateinische Alphabet. Obwohl einst das „Naskapi Innu“ ebenfalls die Cree-Silbenschrift nutzte und das Atikamekw (Nehiromowin/Nehirâmowin) das lateinische Alphabet, wird Ersteres nicht zu den „Cree“-Dialekten im engeren Sinne gezählt, wohingegen das „Atikamekw“ zum „Cree“ gezählt wird.
Dabei lassen sich mindestens vier regionale (bzw. sechs) gegenseitig verständliche Dialekte unterscheiden (von Südwest nach Nordost: l, n, y – Dialekte):
I. Westliches bzw. südliches Montagnais (l-Dialekt; auch: Ilnu-Aimun bzw. Nenueun/Neːhlweːuːn)
- Mashteuiatsh/Lac-Saint-Jean-Dialekt (auch: Nenueun/Neːhlweːuːn oder Piekuakamiu-aimu) (fast †)
- Essipit/Les Escoumins-Dialekt (auch: Ilnu-Aimun, Leluwewn/Leːluweːw) (†)
- Pessamit/Betsiamites-Dialekt (auch: Ilnu-Aimun, Leluwewn/Leːluweːw oder Pessamiu-aimu)

II. Östliches Montagnais (n-Dialekt, auch: Innu-Aimun)
Zentral-Montagnais oder Moisie Montagnais
- Uashat-Maliotenam/Sept-Iles-Malioténam-Dialekt (auch: Uashat mak Mani-utenam oder Uashau-aimu)
- Matimekosh/Schefferville-Dialekt

Östliches Montagnais oder Lower North Shore Montagnais (auch: Mamiu-aimu oder Mashkuanu-aimu)
- Ekuanitshit/Mingan-Dialekt (auch: Ekuanitshiu-aimu)
- Nutashkuanit/Natashquan-Dialekt
- Unaman-shipit/La Romaine-Dialekt
- Pakut-shipit/St-Augustine-Dialekt (auch: Pakut-shipiu-aimu)

Labrador Montagnais oder North West River Montagnais
- Tshishe-shastshit/Sheshatshiu-Dialekt

III. Naskapi (auch: Innu-Aimun bzw. Iyuw Iyimuun)
Westliches Naskapi oder Naskapi (ᓇᔅᑲᐱ) (auch: Iyuw Iyimuun ᐃᔪᐤ ᐃᔨᒧᐅᓐ, als y -Dialekt teilt es sich viele linguistische Eigenschaften mit dem Nördlichen East Cree und nutzt ebenfalls die Silbenschrift der Cree)
- Kawawachikamach/Fort Chimo (Schefferville)-Dialekt (auch: Puatshishaimu-aimu)

Östliches Naskapi (auch: Innu-Aimun, als n-Dialekt steht es den benachbarten Montagnais-Innu-Dialekten näher als dem Westlichen Naskapi, vormals nutzten sie ebenfalls die Cree-Silbenschrift)
- Natuashish/Davis Inlet-Dialekt (auch: Mushuau-aimun)

Das Innu Aimun wird von über 8000 Menschen, die in vier Reservaten und zehn Dörfern im nordöstlichen Québec und in Labrador leben, gesprochen. Schon 1633 entstand das erste Wörterbuch. Heute sprechen die meisten Innu als Zweitsprache Englisch oder Französisch.
Bei der Kolonisierung durch die Franzosen wurde den Atikamekw die französische Sprache aufgezwungen, während ihre algonkianischen Verwandten, die Innu, die englische Sprache erlernen mussten. Dadurch wurde die Verständigung unter den benachbarten Gruppen im Laufe der Zeit erheblich erschwert.
Die Sprachbezeichnung Innu Aimun bezeichnet hierbei sowohl die Sprache der Innu (Montagnais) insgesamt, insbesondere die der Östlichen Montagnais (Innu) als auch den Dialekt der Östlichen Naskapi (Mushuau Innu in Natuashish) – jedoch nicht den Dialekt der Westlichen Naskapi.
Laut Zensus des Jahres 2011 sprachen etwa 11.000 Innu noch ihre Muttersprache. Nach dem Zensus von 2001 waren unter diesen Muttersprachlern 5.870 dem Westlichen Montagnais (Ilnu Aimun) zuzuordnen, sowie 2.620 dem Östlichen (Innu Aimun). Die Sprache der Innu ist außer in zwei Siedlungen sowie nahe den Städten immer noch lebhaft, besonders in den Siedlungen nahe Schefferville. Fast alle Innu in Mashteuiatsh sprechen zudem kanadisches Französisch (Mishtikushiu-Aimu genannt). Viele Innu aus Sheshatshiu in Labrador sprechen fließend Canadian English (Akaneshau-Aimun genannt). Schließlich sprechen die Innu in Québec Quebecer Französisch (Kakusseshiu-Aimu genannt).
Die Verwendung des Innu-Aimun als Muttersprache der autochthonen Bevölkerung hat in den letzten Jahren wieder zugenommen. Eine bekannte Autorin, die in Innu-Aimun schreibt, ist Joséphine Bacon (* 1947) aus Pessamit.

## Geschichte

### Frühgeschichte
Ab Ende 1998 arbeitete die Tshikapisk Foundation zusammen mit dem Arctic Studies Center an der Smithsonian Institution rund anderthalb Jahrzehnte lang an der archäologischen Erschließung der Kamestastin-Region. Unter Leitung von Stephen Loring wurden bis zu 7.200 Jahre alte Artefakte ausgegraben und datiert. An den langjährigen Grabungen nahmen Anthony Jenkinson (Tshikapisk Foundation) und Chelsee Arbour (Memorial University of Newfoundland) teil.
Die meisten der Funde stammen aus dem Umkreis der Jagd auf Karibus, von der die regionale Kultur von Anfang an abhing. Dazu zählen aber auch Steinbeile, so genannte boulder pit cache sites, aber eben auch Jagdwerkzeuge, wie Steinklingen einstiger Speeren (aus der Point Revenge-Periode und aus der Intermediate Period, ca. 500 v. Chr., aber auch solche aus der Zeit um 3000 v. Chr.), Kratzer für die Karibuhaut aus Kamestastin (ca. 3000 v. Chr.), einer der ältesten Fundstätten. Der älteste Fund wurde jedoch am Nordende der Kamestastin Narrows gemacht ((GlCs-1), eine Klinge, die auf 5200 v. Chr. datiert wurde. Sie stammt damit aus der Zeit, als die Gletscher der Letzten Kaltzeit in der Region gerade abgeschmolzen waren. Ab 2002 wurden dort (Stand: 2012) über 200 Fundplätze ausgemacht, die die Landnutzung der Innu detailliert belegen. Zugleich kristallisierte sich der massive Gebrauch von Quarz als „leitmotif“ heraus. Ähnlich alt ist die Fundstätte von Pess, die zum Tshumushumapeu Complex gehört (ca. 5000 v. Chr.), deren Quarzitklingen möglicherweise noch älter sind.
Die früheste Phase wird als Frühes Maritime Archaic bezeichnet (ca. 6000–2500 v. Chr.). Die ersten Bewohner jagten Walrosse und Robben, dazu Fisch und Wild, vor allem Karibu. Quarz- und Quarzitklingen sowie dreieckige Klingen sind kennzeichnend für diese frühe Phase, dazu kommen kleine runde Kratzer, Steinbeile und Meißel. Begräbnisstätten fanden sich an der Küste von Labrador und Québec, der Belle-Isle-Straße bei Blanc-Sablon und bei L’Anse-Amour. Dort fand sich das Skelett eines etwa 12-jährigen Jungen in Bauchlage, mit einem großen Felsen auf dem Rücken, dazu Werkzeuge und eine Flöte (ca. 5500 v. Chr.). Auch im Norden von Labrador, in Nain, lässt sich diese frühe Phase nachweisen.
Ihr schloss sich das späte Maritime Archaic an (ca. 2500–1500 v. Chr.). Erheblich zahlreichere Fundstellen zwischen Petit Mécatina und Blanc-Sablon gehören dieser Periode an. Kennzeichnend sind hier weiterhin die genannten Werkzeuge, aber es kommt eine Steinart hinzu, die es nur im Norden von Labrador gibt, der so genannte Ramah Chert, eine durchscheinende Gesteinsart. Nun herrschten nicht mehr Mounds vor, sondern Friedhöfe, die roten Ocker und zerbrochene Werkzeuge enthalten – möglicherweise um ihren „Geist“ zu entlassen. Mehrere Familien lebten bereits in Langhäusern. Da sich das Leben offenbar von dem der benachbarten Gebiete, wie Labrador unterschied, spricht man hier vom Mecatina-Komplex.
Zwischen 500 v. Chr. und Christi Geburt kam es zur stärksten Abkühlung in der Nacheiszeit, so dass Inuit, die ein entsprechend angepasstes Leben führten, bis in den Süden Labradors zogen. Einige ihrer Nachfahren handelten sogar noch bis ins 18. Jahrhundert mit den Basken von Mécatina, die dort auf Walfang gingen.
Ihr südlichster Punkt war die Gegend um Hopedale. Bei dieser Kultur fallen vor allem die als microblades bezeichneten winzigen Steinklingen auf. Sie lebten eher in Zelthäusern, die mit dem Fett von Säugetieren erleuchtet wurden, nicht mit Holz. Ihre Kultur wurde für ca. 500 Jahre von der Dorset-Kultur abgelöst. Doch reichte ihr Einfluss nicht westwärts über St. Paul hinaus. Um 500 erlosch diese Kultur im Süden Labradors, hielt sich aber im Norden bis etwa 1300, als sie von den heutigen Inuit verdrängt oder aufgesaugt wurde.
Überlappend findet sich die so genannte Intermediate Indian Period (ca. 1500 v. Chr. – Chr. Geb.), die sich im Inneren von Labrador und teilweise am St. Lorenz-Mündungsgebiet hielt. Eine wohl aus dem Westen eingewanderte Zuwanderergruppe verdrängte langsam die Inuit-Kulturen nordwärts. Ihre Kultur konzentrierte sich weniger an den Meeresküsten als an Flüssen und Seen. Eingeschäftete Klingen, blattförmige Messe, Kratzer mit vergrößerten Enden und Abschlagklingen herrschen nun vor – weiterhin aus dem exotischen Ramah Chert. Erstmals erscheinen nun Handelsobjekte, z. B. aus Kupfer. Doch ist inzwischen ein großer Teil der mündungsnahen Siedlungen zerstört worden.
Die Späte Indian Period oder Innu-Kultur begann etwa vor 2000 Jahren. Das Gebiet von Nord-Quebec, Labrador und Neufundland scheint nun wieder ein relativ einheitlicher Kulturraum gewesen zu sein. Während dieser Zeit sind die Inuit schwer zu fassen, weil sie ihren Lebensstil anpassten, doch haben sie offenbar mit den im 16. Jahrhundert ankommenden baskischen Walfängern kooperiert.
Die Wikinger, deren Siedlung L’Anse aux Meadows an der Belle-Isle-Straße nachweisbar ist, sind ansonsten kulturell nicht fassbar und haben die Innu wohl nicht weiter beeinflusst.

### Basken (15./16. Jahrhundert bis 18. Jahrhundert)
Zwischen etwa 1530 und 1750 segelten regelmäßig baskische Schiffe in die fisch- und walreichen Fanggebiete vor der Ostküste. Möglicherweise waren sie aber auch schon im 15. Jahrhundert auf diese Gebiete gestoßen. Die Innu trieben mit ihnen Handel, vor allem in Brest (Old Fort) und Grand Bay. Aus der Perspektive der an der Küste arbeitenden Basken kamen die Innu aus den Bergen. Von daher rührt ihr Name Montagnais wohl aus dieser frühen Begegnungsphase. Sie unterstützten die Basken auch bei ihrer Fischverarbeitung, wofür sie Zwieback, Brot und Cidre bekamen. Dagegen bekämpften die Inuit die Basken und griffen sie mit Pfeil und Bogen an.
Zwei Fundorte, die Île du Petit Mécatina und Harve Boulet, stammen aus dem frühen 17. bis 18. Jahrhundert. Dort lebten bereits ausschließliche Walfänger, wobei zu dieser Zeit, vor allem auf Mécatina, auch Handel mit den Inuit getrieben wurde. Neben den Basken kamen auch Fischer aus der Bretagne und aus England. Im Jahr 1500 tauchte Gaspar Corte Real vor der Küste auf, ein Portugiese, der erstmals den Namen Caneda überlieferte.

### Franzosen (16. Jahrhundert – 1763), Katholisierung
Noch als Jacques Cartier 1535 das Tal des Sankt Lorenz bereiste, war es von sesshaften Irokesen bewohnt, die Landbau betrieben, die aber in der zweiten Hälfte des 16. Jahrhunderts aus unbekannten Gründen abzogen.
Um 1600 reichte das Gebiet der Innu hingegen bis in die Quellgebiete der von Norden in den St. Lorenz mündenden Flüsse, westwärts bis zum Saint-Maurice, an der Côte-Nord bis nach Mingan und weiter ostwärts bis zur sich ständig verschiebenden Grenze zu den Inuit.
Bereits 1599 erhielt Pierre Chauvin de Tonnetuit († 1603), ein Kaufmann aus Honfleur in der Normandie, das Pelzhandelsmonopol. Er versuchte, dauerhafte Handelsbeziehungen mit den Montagnais-Gruppen aufzubauen, die ab 1605 nach Tadoussac kamen. Er gründete im Jahr 1600 die erste Pelzhandelsstation in Nordamerika. Sein Partner François Gravé du Pont († >1629), der 1603 bis 1607 das Besiedlungsmonopol für Nordamerika zwischen dem 40. und 60. Breitengrad hatte, lud 1602 und 1603 mehrere Montagnais an den französischen Hof ein, wo sie große Neugier hervorriefen und von Gravé du Pont freundlich behandelt wurden. Sie blieben bis zum Ende der französischen Herrschaft Verbündete.
1609–11 unterstützten die Franzosen die Montagnais gegen die benachbarten Irokesen. Solange die Franzosen nicht versuchten, die Indianer aus dem Pelzhandel zu drängen, um ihr Monopol durchzusetzen, war das Verhältnis freundlich, zumal die Franzosen sich als wichtige Helfer gegen feindliche Stämme erwiesen hatten. Spätestens in den 1620er Jahren benutzten die Innu um die Handelsposten bereits Metallwerkzeuge und -waffen, manche trugen sogar europäische Kleidung.

Neufrankreich-Karte von Champlain (1612), unten links „Montagnais“

Die Missionierung begann mit der Ankunft der von Champlain herbeigerufenen vier Franziskaner-Rekollekten im Jahr 1615. Diese vier Missionare bildeten vier verschiedene Schwerpunkte, wobei Jean d’Olbeau für die Montagnards zuständig war. Ein weiterer Missionar, Gabriel Sagard, sollte zum Historiker der Ordenstätigkeit werden. Schon 1625 kamen, angesichts des riesigen, nicht zu bewältigenden Gebiets, die Jesuiten zu den Rekollekten hinzu. Doch blieben die Bekehrungsversuche, solange keine Übersetzungen der zentralen christlichen Werke, vor allem der Bibel existierten, immer wieder stecken. Obwohl die Jesuiten Techniken entwickelt hatten, um mit Schauspiel, Gesang und Tanz zu werben, blieben die Erfolge mäßig. Daher begannen die Missionare, die Zeichensysteme und Symbole der Montagnais zu übernehmen und einzusetzen. Da die freundlichen Kinder besonders gut auf die Ansprache der Brüder reagierten, wurden sie als Mittel eingesetzt, um die Eltern zu bekehren. In einer Übergangsphase setzten sie auch Dolmetscher ein, doch sie konnten nicht umhin, die Sprache selbst zu lernen.
Jean de Brébeuf verbrachte den Winter 1625/26 bei den Montagnais und erlernte ihre Sprache. Aber auch Montagnais wie Pierre Pastedechouan lernten umgekehrt Französisch – er ging sogar für mehrere Jahre nach Frankreich und half Paul Lejeune 1632/33 bei der Erarbeitung eines Wörterbuchs. Doch zeigte er nicht nur die typischen Folgen eines totalen Kulturverlusts, sondern er verlernte auch zunehmend seine Muttersprache und verhielt sich in den Augen der Missionare äußerst undiszipliniert. Sie überließen ihn später seinem Schicksal.
Als Dolmetscher fungierten auch die Waldläufer (Coureurs des bois), wie Nicolas Marsolet. Er war bereit, Charles Lalement und seinen Jesuiten als Informant zu dienen und ihnen die Algonkin-Dialekte, die er beherrschte, beizubringen. Doch erst 1659 war die Sprachausbildung so weit gediehen und die Genauigkeit der Übersetzung hinreichend, um ausgebildete Missionare auszuschicken. Sprachlich unbegabte Missionare wurden sogar nach Frankreich zurückgeschickt. Als Hilfsmittel entstand Bonaventure Fabvres’ Racines montagnaises, doch es blieb bei Manuskripten. Auch wenn die Jesuiten schon 1665 um eine Druckerpresse baten, so kam erst 1764 die erste nach Québec. Das Dictionnaire montagnais-français von 1687 (von Antoine Silvy) wurde erst 1974 in Montréal publiziert.
Mindestens ebenso gravierend wie die kulturellen, wenn auch anfangs oberflächlichen Eingriffe, war die Überzeugung der Missionare, die Innu müssten sesshaft gemacht werden. Das hing auch damit zusammen, dass die Wanderzüge, vor allem während der Jagdsaison, für die Franzosen zu strapaziös wurden. Außerdem förderte Frankreich seit 1627 durch Landvergabe die Besiedlung. So entstanden ab 1637 erste Reduktionen, in denen überwiegend getaufte Indianer lebten, dazu kam oftmals eine Art Krankenhaus, in dem erkrankte Indianer gepflegt wurden. In der Reduktion arbeiteten sie zusammen mit den Ordensbrüdern, mussten schwören, auf ihre traditionellen Rituale zu verzichten. Dabei kontrollierten und bestraften die Brüder auch. Doch finanzielle Probleme, die Oberflächlichkeit der zunehmend auf Gehorsam basierenden Lebensabläufe und die Angriffe der Irokesen leerten die Reduktionen, die um 1670 aufgegeben wurden.
Ab 1635 versuchten die Jesuiten Schulen einzurichten, von denen 1693 immerhin 24 in der Provinz existierten. 1636 entstand auch für die Innu das erste séminaire, in dem Jungen zwischen 10 und 14 unterrichtet wurden. 1639 lernte Marie de l’Incarnation, eine Ursulinin die Sprache der Innu und gründete eine Mädchenschule. Doch auch dieser Versuch endete 1663, als die Schulen praktisch nicht mehr von Indigenen aufgesucht wurden.
Die Franzosen übernahmen aus der Sprache der Indianer zunächst Ortsnamen, wie Québec oder Cabano (‚wir legen an‘, aus dem Montagnais übernommene Bezeichnung für einen kleinen Ort am Madawaska), dazu kamen zahlreiche Bezeichnungen für Tiere und Pflanzen, wie etwa Caribou aus dem Mi'kmaq. Umgekehrt benannten die Franzosen zunehmend Orte, indem sie an Personen erinnerten oder den Ort beschrieben. Zusätzlich entstand eine Handelsmischsprache, die Elemente beider Sprachen einsetzte.
Hingegen kam es mit den Inuit zu heftigen Auseinandersetzungen. 1640 kam es dabei zu einer Schlacht auf der Île des Esquimaux, am St. Paul’s River, wobei tausend Inuit getötet worden sein sollen. Zu einer ähnlich großen Schlacht kam es erst 1757 wieder am Battle Harbour.
1661 erhielt Francois Bissot aus der Normandie, der vor 1647 nach Kanada gekommen war, die Isle aux Eufs und vor allem Jagd- und Fischrechte am Nordufer des Sankt-Lawrenz bis Sept-Iles und zur „Grand Anse, bis zum Land der Eskimo wohin die Spanier üblicherweise zum Fischen kommen“. Dieses Gebiet wurde die Seigneurie von Mingan. 1667 zählte man in der Kolonie 3.215 Nicht-Indianer in 668 Familien. 
Louis Joliet, der eine Tochter Bissots heiratete, wurde Seigneur von Mingan. Sein Handelsimperium reichte bis zum Lac Naskapis, dem heutigen Ashuanipi. Für seine Entdeckung des Mississippi erhielt er 1684 als Seigneurie die Anticosti-Insel. Er reiste nordwärts bis zum 56. Breitengrad und zeichnete als erster Karten von diesem Gebiet.
Ab etwa 1680 ging die Zahl der Basken zurück. Sieur Augustus de Courtemanche erhielt dementsprechend die Erlaubnis von Kegaska bis zum Hamilton Inlet zu jagen und er machte Baie de Phélypeau, das heutige Bradore, zu seinem Haupthafen. 1702 übernahm Augustin Le Gardeur de Courtmanche Fischrechte zwischen Kegaska und Hamilton Inlet. Er ließ Fort Pontchartrain in Brador errichten und beschäftigte rund 30 Innu-Familien. Courtemanche hatte fünf Jahre zuvor die Witwe von Pierre Gratien Martel de Brouague geheiratet, die Enkelin von Francois Bissot, so dass sich hier eine Art Familiendynastie entwickelte. Als Courtemanche 1717 starb, übernahm sein Schwiegersohn Martel de Brouague sein Amt bis zur englischen Eroberung 1759/60. Noch 1743 dehnte er seinen Pelzhandeln aus, indem er einen Handelsposten in Sheshatshiu bauen ließ.
Der Siebenjährige Krieg (1756–63) begann in Amerika bereits 1754. 1760 fielen die Handelsniederlassungen in Labrador an die englischen Händler. Damit wurde die Labrador Company unter Adam Lymburner zum Monopolisten in der Region nördlich des Sankt-Lorenz-Stroms. Mit der Rückgabe von St. Pierre an Frankreich kamen englische Loyalisten in diese Gegend.

### Briten (1763–1871)
1767 erhielt die Fregatte H.M. Merlin in Brador Harbour Befehl nach Gros Mécatina, Fort St. Augustine und Baie-de Shecatica (Schicattakawica) wegen Robbenfang-Streitigkeiten auszufahren.
Als die USA 1783 anerkannt wurden, durften ihre Fischer zwar vor Neufundland fangen, aber sie durften nicht an Land gehen. Dennoch etablierten Fischer aus New Jersey einen Posten bei Blanc-Sablon. 1804 fischten 1.400 amerikanische Schiffe in der Region vor Ostkanada. Nach dem Krieg von 1812 bis 1814 zwischen den USA und Großbritannien kam es zu einer Wirtschaftskrise, in deren Verlauf 1817 Neufundland hungerte, drei Jahre später folgte der Bankrott der New Labrador Company, die den Handel monopolisiert hatte. Robertson von La Tabatière, Kennedy von St. Augustine und Jones von Bradore nutzen den frei werdenden Platz. Die Amerikaner kamen erst 1871 wieder zu vollen Fangrechten.
Auch die Hudson’s Bay Company war in der Region mit Handelsposten vertreten, wie seit 1836 am North West River in der Nähe von Sheshatshiu. 1840 versuchte Reverend Edward Cusack eine Kirchengemeinde einzurichten, doch gelang dies erst 1863 mit einer Kapelle am St. Augustine’s River. Bereits 1858 errichtete C. C Carpenter eine Mission und eine Schule auf Great Caribou Island. Spätestens 1865 missionierte J. Wainwright an der Küste. 1867 wurde das Dominion of Canada gegründet, 1869 verzichtete die Hudson’s Bay Company auf Rupert’s Land.

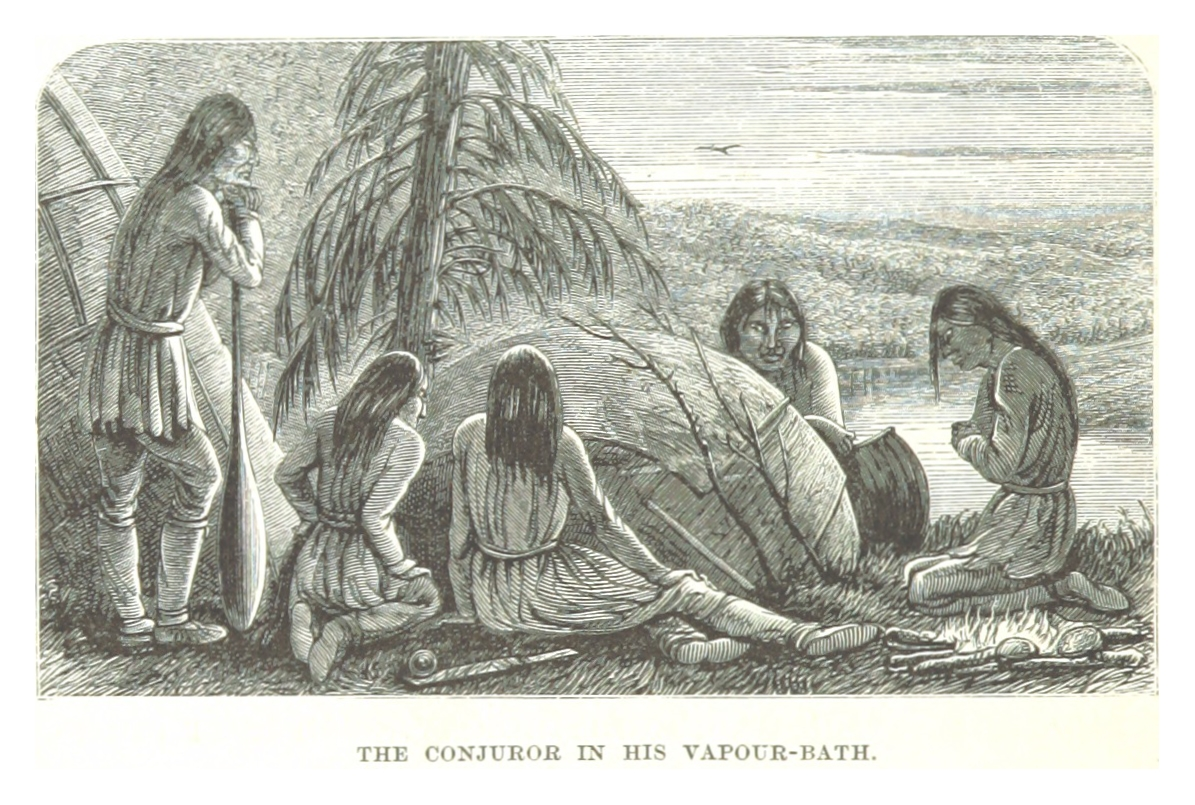
Magisches Ritual
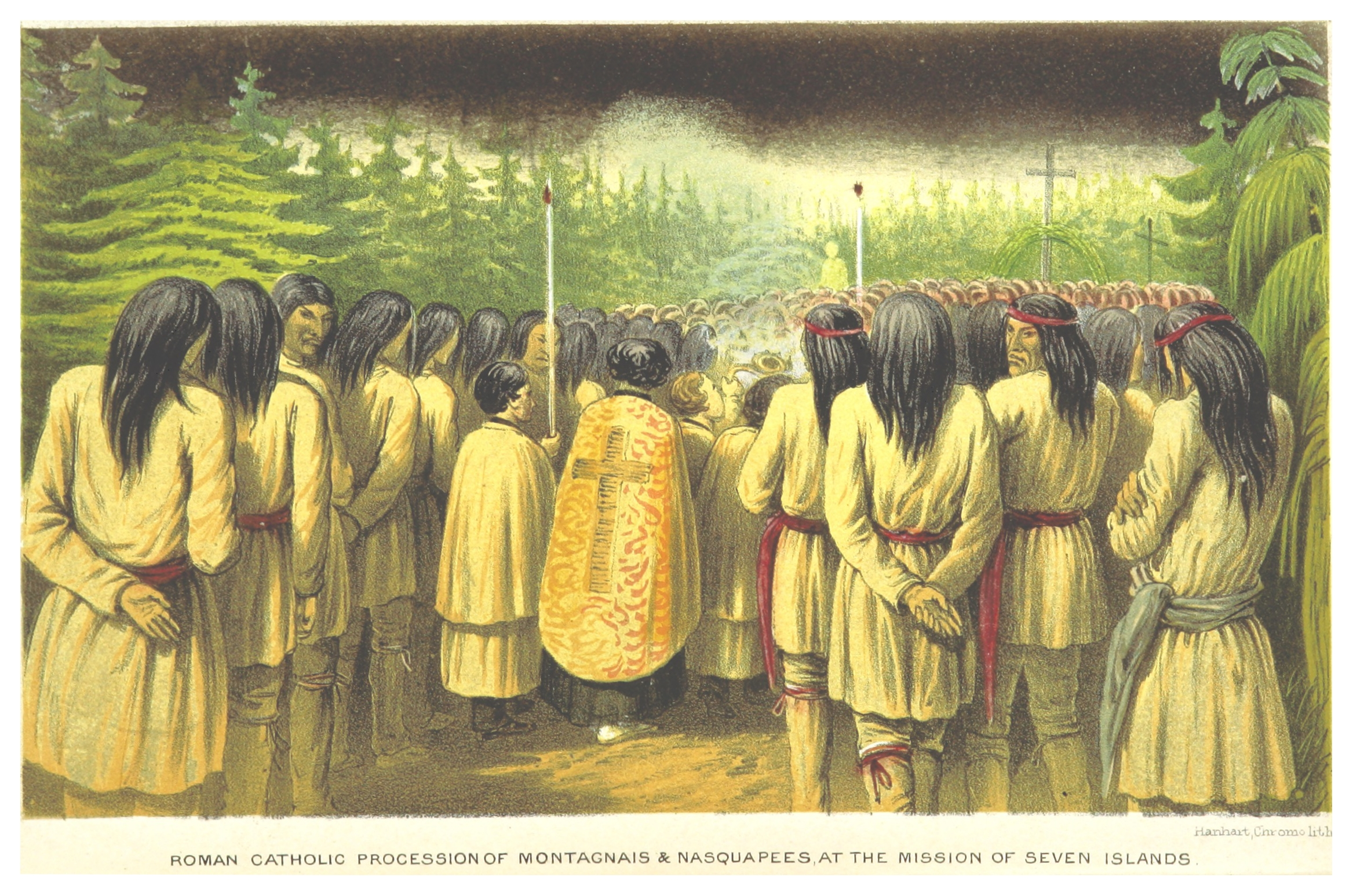
Christianisierte Innu bei der katholischen Prozession auf Seven Island (1862)
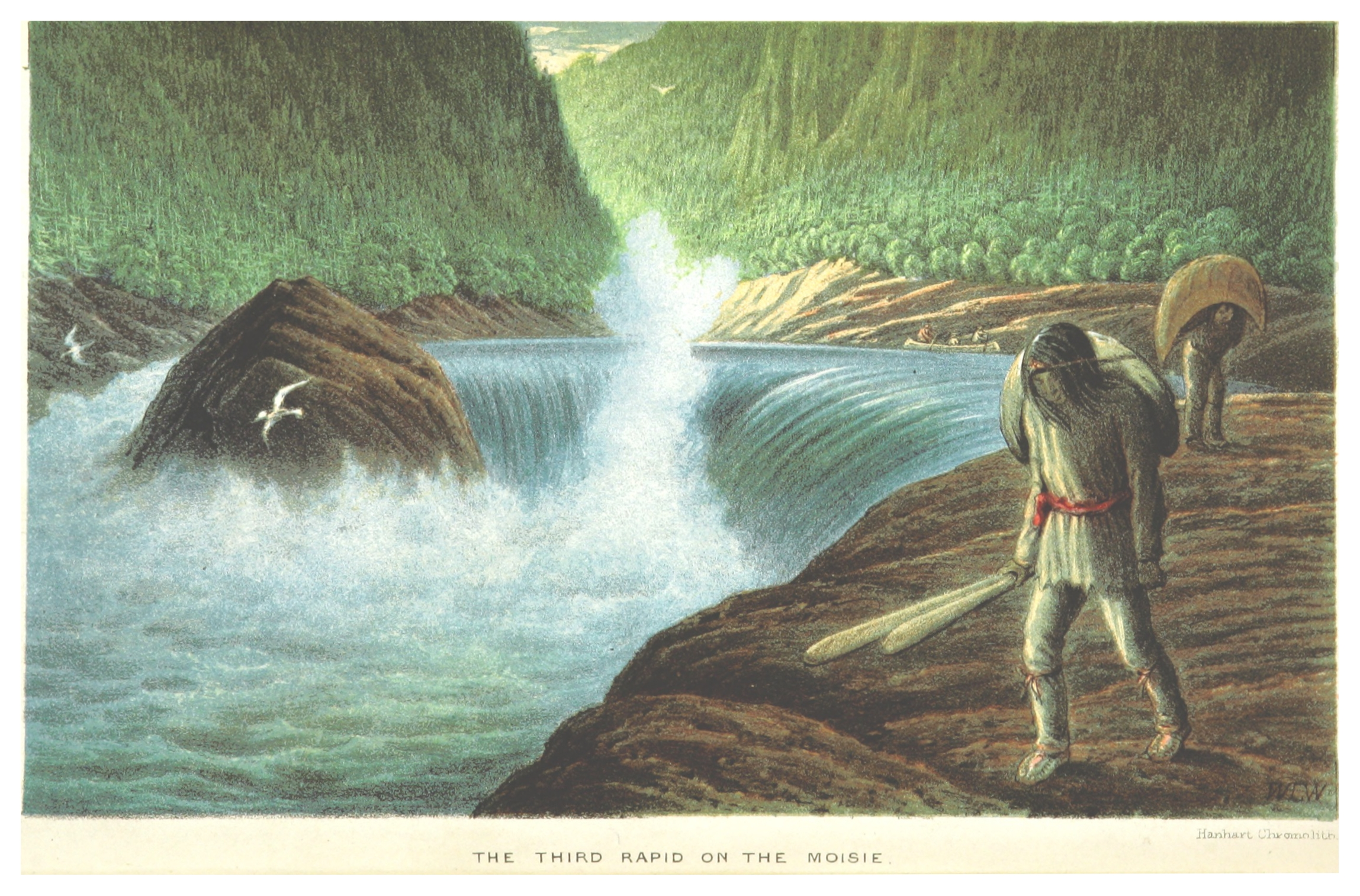
Unterwegs
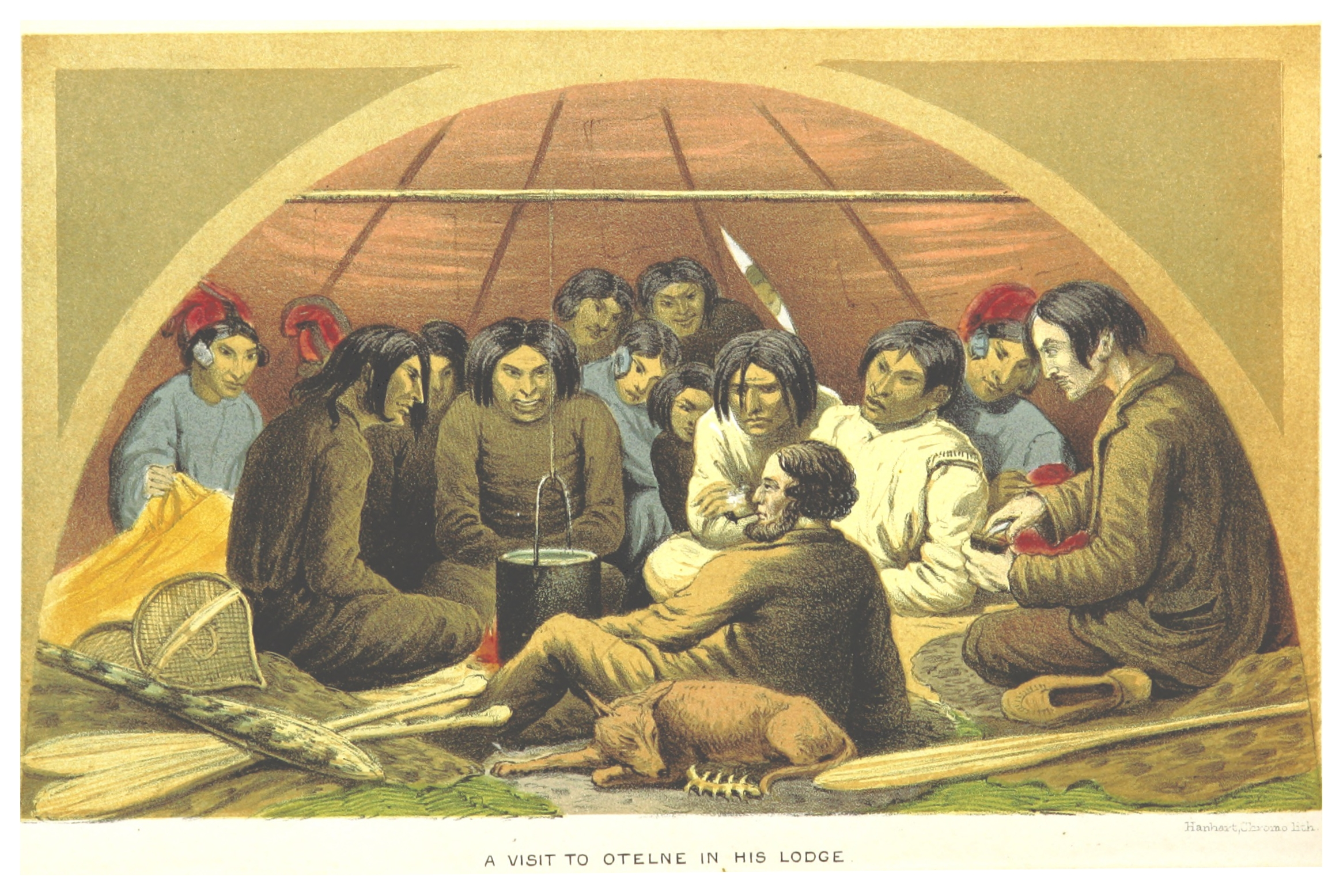
In einem Zelt
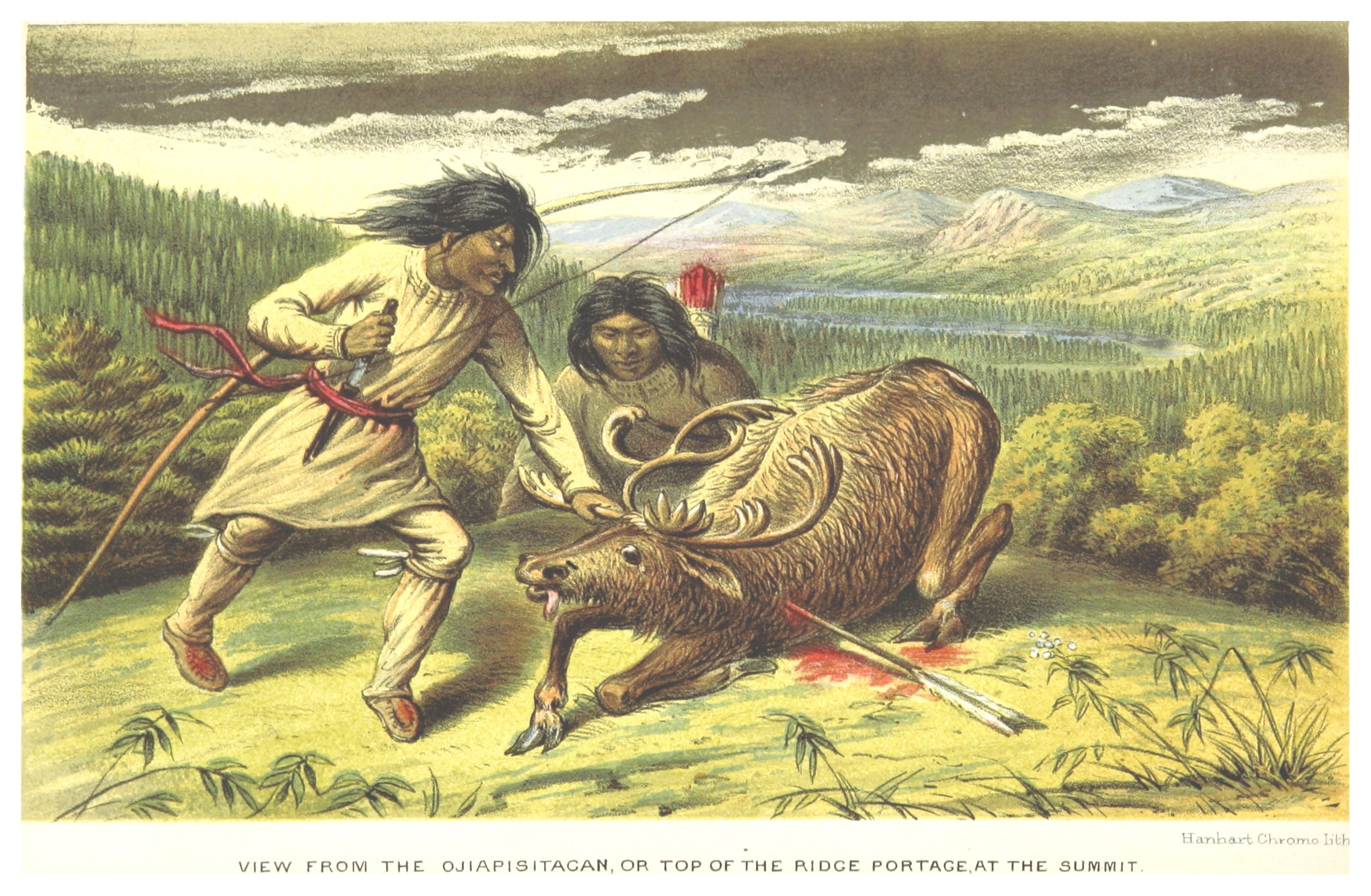
Jagdszene
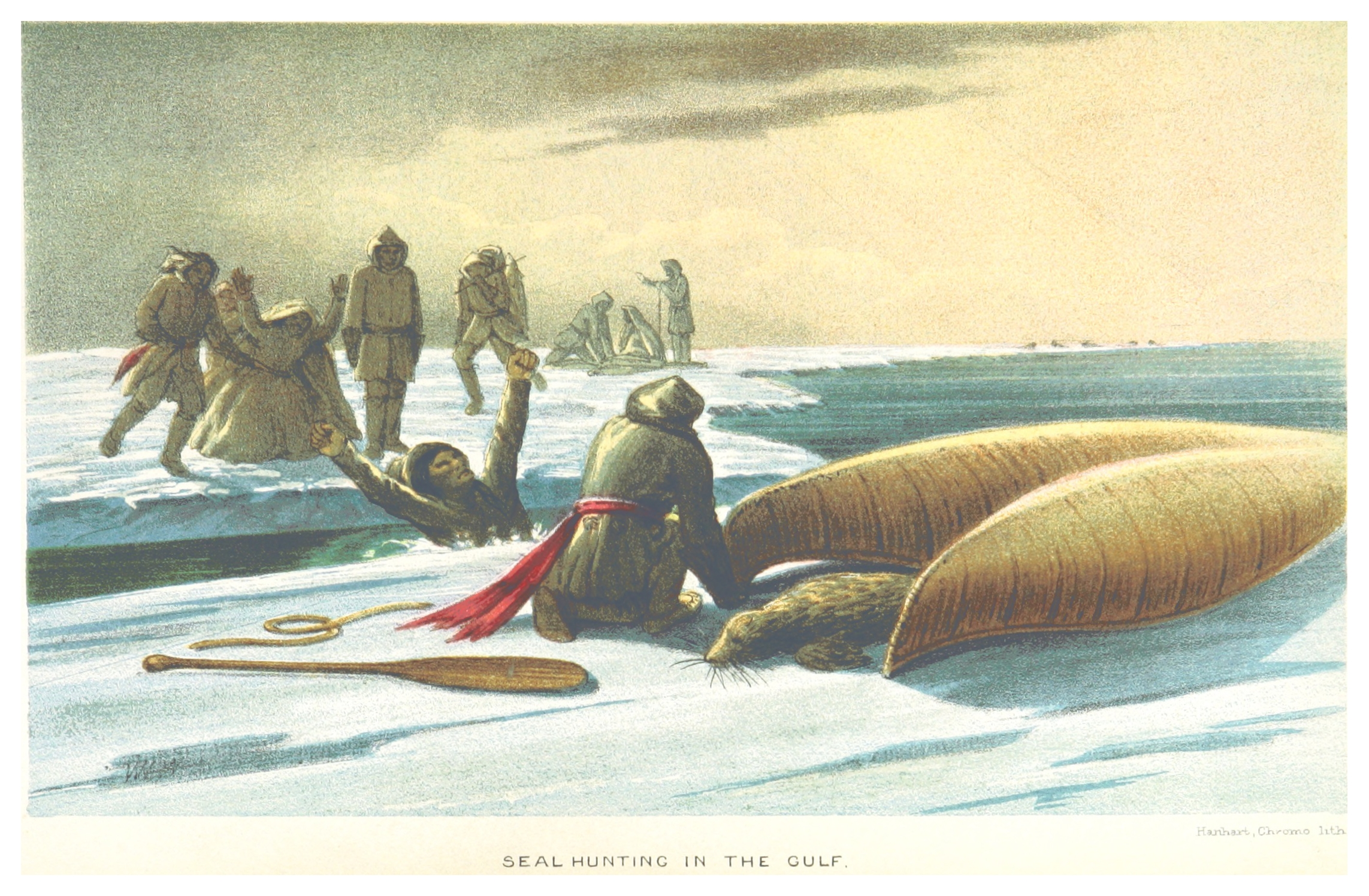
Unfall bei der Robbenjagd

### Kanada (seit 1871)
Lange Zeit blieb das Gebiet der Innu abseits der in Kanada üblichen Indianerpolitik. Mangels Erschließung waren die nomadischen Gruppen praktisch ungreifbar und galten als fernab der Zivilisation. Bei ihnen war kein Geld in Umlauf, die Jagd lieferte das für das Leben Notwendige. Allerdings erreichte die Spanische Grippe 1918 die Region, wobei einige Inuit-Dörfer bis zu drei Viertel ihrer Einwohner einbüßten. Wie stark die Innu betroffen waren, ist unklar.

#### Bodenschätze, Infrastruktur, Ende der Jagdkultur
Das riesige, von den Innu bewohnte Gebiet (Nutshimiu Innut ‚Innu-Land‘), galt lange als beinahe unbewohnt und wirtschaftlich wenig interessant. 1927 wurde der Ostteil der Provinz Neufundland zugeschlagen, der Rest ging an Québec. Damit wurde das Innu-Gebiet auf zwei Provinzen aufgeteilt.
Viel gravierender war aber, dass das Kronland 1949 von Großbritannien formell an Kanada abgetreten wurde und die Innu damit ihren Status als Indianer verloren – und damit jede Unterstützung. Dies war umso gravierender, als mit der Weltwirtschaftskrise auch die Pelzindustrie zusammenbrach, und die Karibuherden einbrachen. Damit war den Innu jede ökonomische Basis entzogen.
In den Fünfzigerjahren begann der Aufbau einer Infrastruktur mit der Errichtung einer Eisenbahnlinie, die 1957 fertiggestellt wurde. Dazu kam bis 1992 eine nicht asphaltierte Straße bis nach Happy Valley-Goose Bay.
1957 entstand in Sheshatshiu eine katholische Mission. Regierung und Mission übten Druck auf die z. T. in Zelten lebenden Innu aus, sesshaft zu werden. Im Winter 1971/72 wurde die letzte Umsiedlung durchgeführt, nach Pukuatshipit. Damit endete die nomadische Epoche, die Kinder wurden der Schulpflicht unterworfen.
Einige Männer arbeiteten nun in den Nickel- und Kupferminen von Utshimassits und der Kupfermine nordwestlich von Sept-Iles. Dennoch lebte die Jagd auf Karibus fort, denn auf der Ungava-Halbinsel existiert immer noch die größte Tierherde Nordamerikas, die George River Caribou-Herde, die über 800.000 Tiere umfasst. Ein weiterer Grund für die partielle Fortsetzung dieser Lebensweise war die geringe Zahl an Arbeitsmöglichkeiten und die als demütigend wahrgenommene Abhängigkeit vom kanadischen Wohlfahrtsstaat. Doch die Regierung untergrub diesen Lebensstil durch strikte Jagdverbote. Zwar entstand in Sheshatshiu ein Krankenhaus und damit eine begrenzte Versorgungsstruktur, doch gleichzeitig erlaubte die Abschiebung der Innu den Bau des Churchill Falls Hydroelectric Project – auf dem Land der Innu, ohne Konsultation, ohne Beteiligung.
Mitte der neunziger Jahre war die Desintegration der Innu-Gesellschaft in vollem Gange. Unterbeschäftigung, Abhängigkeit, Ohnmacht und zersetzte Selbstachtung sowie Fremdheit im eigenen Land waren die Grundlage für Drogenabhängigkeit, Gewalt und eine hohe Selbstmordrate, die mehrere Jahre lang in der kanadischen Presse Aufsehen erregte.
1994 drohte der Konflikt zu eskalieren. Eine Gruppe von Innu-Frauen hatte einen kanadischen Richter und seine Polizeieskorte vertrieben. Nun befürchtete die Innu Nation Übergriffe der Bundespolizei auf das Reservat Davis Inlet. Zur Schlichtung suchte man Hilfe von außerhalb und wandte sich an Peace Brigades International. Dies war insofern ein einmaliger Vorgang, als dass diese Organisation ansonsten nur in Ländern der so genannten Dritten Welt auftrat. Ihr gelang eine vorläufige Schlichtung, doch im August drohte die Regierung, die Bundespolizei ins Reservat zu schicken. Abermals gelang der Friedens-Brigade die Deeskalation, obwohl die Innu sich bereits auf eine Verteidigung einrichteten.

#### Wiederbelebung
1996 waren von den rund 1000 Einwohnern des größten Dorfes, Sheshatshiu, nur 135 beschäftigt, das Durchschnittseinkommen lag bei 11.452 Dollar. 1997 besuchte die Königin von Kanada das Dorf und nahm ein Schreiben der Innu entgegen, in dem die Beschwerden zusammengefasst wurden.
Der Widerstand der Innu konzentrierte sich mittlerweile auf das Allernotwendigste. Die seit dem Zweiten Weltkrieg bestehende Luftwaffenbasis Canadian Forces Base Goose Bay war inzwischen so ausgebaut worden, dass sie das angeblich leere Hinterland zu Übungszwecken an NATO-Partner verlieh. Auch die Bundeswehr übte dort Tiefflüge und Bombardements. 1994 besetzten Inuit, eine ihrer Führerinnen war Elizabeth Penashue, ein solches Gebiet bei Minipi.
Ein riesiges 2,9-Milliarden-Dollar-Bergbauprojekt der Inco (Toronto) war Mitte der 90er Jahre geplant, doch kam der Bau der Nickelmine in Voisey’s Bay ohne wesentliche Beteiligung der Innu zustande. Stattdessen trugen sie hauptsächlich die ökologischen Nachteile, während die Metalle nach Argentia auf Neufundland verbracht und dort verarbeitet werden. Die bis zu 550 Männer in der Mine werden bis heute eingeflogen, die Mine verfügt über eine eigene Landebahn, die 4- bis 6-mal pro Woche angeflogen wird. Allerdings sollen die Innu, wenn sie ausreichend qualifiziert sind, bei der Stellenvergabe bevorzugt werden. In Zusammenarbeit mit der Inco Memorial University entstand darüber hinaus ein Ausbildungs- und Innovationszentrum (2004 fertiggestellt).
In dieser Situation wurde die Tshikapisk Foundation gegründet, eine Stiftung, die sich für die kulturelle Wiederbelebung und eine eigene ökonomische Basis vor allem für die jungen Innu einsetzt. 1999 begann in der einzigen Institution höherer Bildung, dem Labrador College, ein Versuch, Kultur und Geschichte der Innu aufzuarbeiten und zu vermitteln. Wenige Jahre später ging daraus Nutshimiu Atusseun hervor, eine selbstständige Kulturinstitution im Rahmen von Human Resources Canada. Doch war diese Unterstützung zeitlich befristet, so dass eine Stiftung entstand. Ab 2001 wurde das Innu Cultural Center in Kamestastin errichtet, ein Dorf an einem wassergefüllten Krater, der vor rund 38 Millionen Jahren durch den Einschlag eines Meteoriten entstanden ist. 2005 waren mehrere Gästeunterkünfte fertiggestellt, auf deren Dach sich inzwischen 48 Solar-Panels befinden. Durch Nutzung der Windkraft versucht die Stiftung von teuren Dieselgeneratoren unabhängig zu werden. Sowohl Air Labrador, als die zu 51 Prozent in Innu-Hand befindliche Fluggesellschaft Innu Mikun verbinden den See mit Goose Bay.
Im Februar 2010 lösten 150 Innu aus Québec eine heftige öffentliche Debatte über die Jagdrechte der Innu aus, als sie in einem Gebiet in der Provinz Neufundland und Labrador auf Karibujagd gingen. Sie lagerten in einem Gebiet, das sich die stark gefährdete Red Wine mit der riesigen George River-Herde teilt. Shawn Atleo, Leiter der Versammlung der First Nations verteidigte die Jagd als älteste Tradition der Innu.

## Heutige First Nations der Ilnu/Innu (Montagnais)
Die heutigen First Nations der Ilnu/Innu werden durch insgesamt drei Stammesräte bzw. Tribal Councils/Conseil Tribals gegenüber den Provinzregierungen sowie gegenüber der Bundesregierung vertreten: das Conseil Tribal Mamuitun vertritt fünf Gemeinden (Mashteuiatsh, Essipit, Pessamit, Uashat-Maliotenam und Matimekush), das Conseil tribal Mamit Innuat wiederum repräsentiert vier Gemeinden der Mamit Innuat („Östliche Innu“, wörtlich: „Innu am Unterlauf des Sankt-Lorenz-Stroms bzw. flussabwärts“) am Unterlauf des Sankt-Lorenz-Stroms und am Sankt-Lorenz-Golf (Ekuanitshu, Pakua Shipu, Unamen Shipu und Natashquan) und zuletzt die Innu Nation die die einzige Innu-Gemeinde (Sheshatshiu) in Labrador vertritt.

### Westliche Montagnais (Nehilaw und Ilnu)

#### Westliche / Südliche Montagnais
- Montagnais du Lac St-Jean (auch: Première nation des Pekuakamiulnuatsh oder Ilnuatsh du Pekuakami; Eigenbezeichnung: Pekuakamiulnuatsh oder Piekuakamiunnu – „Innu am flachen See, d. h. am Lac Saint-Jean“)[28]
 Das Zentrum ihrer Jagd- und Fischgründe ist der Lac Saint-Jean oder Piekuakamu/Pekuakami („flacher See“).[29] Wichtige Flüsse sind der Péribonka und der Ashuapmushuan sowie der Mistassini und Mistassibi (die beiden zuletzt genannten Flüsse sind zwar weniger schiffbar, ermöglichen aber einen leichteren Zugang zu entlegenen Gebieten). Wegen eingeschränkter Schiffbarkeit sind der Métabetchouane, der Ouiatchouan und andere Flüsse von geringerer Bedeutung. Die heutige First Nation wurde 1856 im damals als Ouiatchouan bezeichneten ersten errichteten Innu-Reservat überhaupt angesiedelt, das 1985 offiziell in Mashteuiatsh (sprich: Mass-teu-i-atsh, Lokativform: Matshiteuiat – “Where there is a point”, vormals „Pointe-Bleue“) umbenannt wurde, ca. 6 km entfernt von Roberval am Westufer des Lac Saint-Jean. Reservat: Mashteuiatsh, ca. 15 km², Population Januar 2017: 6.626.[30]
- Innue Essipit (auch: Bande Innue Essipit, La Première Nation des Innus Essipit oder Essipit Innu First Nation, Eigenbezeichnung: Essipiunnuat bzw. Essipiunnu – „Innu entlang des Muschel-Flusses, d. h. am Rivière des Escoumins“)[31][32]
 Das Reservat liegt 32 km nordwestlich vom Rivière Saguenay am Nordufer des Sankt-Lorenz-Stroms nahe der Les Escoumins Bay, 40 km nordöstlich von Tadoussac, Reservat: Innue Essipit,[33] ca. 88 ha, Population Januar 2017: 747.
- Bande des Innus de Pessamit (auch: Pessamit Innu Band, Eigenbezeichnung: Pessamiunnu – „Innu entlang des Rivière Betsiamites“)
 Das Reservat liegt am Nordufer des Sankt-Lorenz-Stroms, 54 km südwestlich von Baie-Comeau, Québec, an der Mündung des Rivière Betsiamites (Betsiamites River), dessen Name sich von einer Ortsbezeichnung für die sog. Betsiamites/Pessamu Region die er durchfließt herleitet.[34][35] Ursprünglich gehörten die Familien der heutigen First Nations zu den Manikuakanishtikunnu („Innu vom Manikuakanishtikᵘ, d. h. vom Rivière Manicouagan“), das für sie errichtete Manicouagan Reserve wurde 1861 aufgegeben und die Innu mussten ins heutige Reservat umsiedeln. Zudem gibt es zwei weitere Siedlungen, deren Bewohner daher eigene Namen haben: die Nanataunnu von Calvaire Street und die Pishtunnu von Pisto Street. Reservat: Betsiamites (Pessamu), ca. 252 km², Population Januar 2017: 3.953.[36]

### Östliche Montagnais (Innu)

#### Zentrale / Moisie Montagnais
- Innu Takuaikan Uashat Mak Mani-Utenam (auch: Uashat-Maliotenam, Eigenbezeichnung: Uashaunnu-Apituamissiunnu)[37]
Die zwei Gruppen sind nach den heutigen Siedlungsgebieten bzw. Reservaten benannt: Die Uashaunnu/Uashau-innuat leben im Reservat Uashat#27 in der Stadt Sept-Îles (Uashau, sprich: Ou-a-shat, Lokativ: Uashat – „Große Bucht“), die Apituamissiunnu/Apituamiss-innuat leben ca. 16 km östlich von Sept-Iles in Maliotenam (Mani-utenam – „Mary’s Stadt“, sprich: Ma-ni-ou-te-nam, Lokativ: Mani-utenamit, vormaliger Name: Apituamiss), die Familien in Uashat waren ursprünglich Tshemanipishtikunnu („Innu vom Tshemanipishtikᵘ, d. h. vom Sainte-Marguerite River“) und in Maliotenam bestanden die Familien ursprünglich überwiegend aus Mishta-shipiunnu („Innu vom großen Fluss, d. h. des Rivière Moisie“),[38] Reservat #27A. Fläche ca. 6 km². Population Januar 2017: 4.620.
- La Nation Innu Matimekush-Lac John (auch: Innu Nation of Matimekush-Lac John oder Bande de la Nation Innu Matimekush-Lac John, Eigenbezeichnung: Naplekinnuat – „Innu von Knob Lake“[39] oder Schefferville Innuat;[40] früher auch Schefferville Indian Band genannt)[41]
 Diese Region war die nördliche Grenze des Jagdterritoriums der Innu und Naskapi, jedoch lebten sie hier nie permanent. Auf Grund der Errichtung von Minen in den 1950er in diesem Gebiet ließen sich Naskapi aus Kuujjuaq (Fort Chimo)[42] und einige Mishta-shipiunnu von Maliotenam in Schefferville nieder, um der Minengesellschaft als Führer für geologische Untersuchungen zu dienen sowie die Eisenbahnstrecke von Sept-Iles zu errichten. Die heutigen Reservate liegen entlang des Lake Pearce und des John Lake: Das Reservat Matimekosh (sprich: Ma-ti-mé-kosh, Lokativ: Matamekusht)[43] #3 ist eine Enklave der heutigen Stadt Schefferville, ca. 510 km nördlich von Sept-Îles, das Reservat Lac-John liegt ca. 3,5 km nordöstlich vom Stadtzentrum Scheffervilles, ca. 94 ha. Population Januar 2017: 986.

#### Östliche / Lower North Shore Montagnais
- Les Innus de Ekuanitshit (Eigenbezeichnung: Ekuanitshiunnu – „Innu der Basse-Côte-Nord (Lower North Shore)“)
 Die Siedlung Ekuanitshu (korrekter Lokativ: Ekuanitshit – “where things run aground”, sprich: E-kou-a-nit-shit, früher: Mingan) liegt an der Mündung des Rivière Mingan (Ekuanitshiu-Shipu) in den Sankt-Lorenz-Strom am Sankt-Lorenz-Golf, 37 km westlich von Havre-Saint-Pierre und grenzt an den Mingan-Archipelago-Nationalpark (Ekuanitshiu-minishtikua), das Gebiet war traditionell ein bevorzugtes Jagdgebiet – insbesondere auf Seehunde; zudem nutzten die Innu Jagdgebiete entlang des Rivière Magpie (Muteshekau-shipu), des Rivière Saint-Jean (Patamiu-shipu) und des Rivière Romaine (Unaman-shipu).[44] Reservat: Mingan (Ekuanitshu), ca. 19 km², Population Januar 2017: 634.
- Montagnais de Pakua Shipu (auch: Innu band of Pakua Shipi oder Bande des Montagnais de Pakua Shipi; Bezeichnung benachbarter Innu: Pakut-shipiunnu bzw. Pakua-shipiunnuat – „Volk entlang des seichten Flusses, d. h. am Rivière Saint-Augustin“; bis 1987 Saint Augustin Band genannt)
 Die Siedlung Pakuashipi (sprich: Pa-kou-a Shi-pi, Lokativ: Pakut-shipit, vormals: St. Augustin)[45] liegt am Westufer des Rivière Saint-Augustin nahe der Mündung in den Sankt-Lorenz-Golf, 550 km nordöstlich von Sept-Îles. Es handelt sich nicht um ein Reservat, sondern um eine Innu-Siedlung, die zum Gemeindegebiet von Saint-Augustin gehört (die Siedlung Saint-Augustin liegt direkt gegenüber, am Ostufer des Flusses). Population Januar 2017: 371.
- Montagnais de Unamen Shipu (auch: Innu band of Unamen Shipu oder Unaman-Shipiunnu – „Innu entlang des ockerfarbenen/zinnoberroten Flusses, d. h. des Rivière Olomane“)
 Die Reservats-Siedlung La Romaine (Unaman-shipu) (sprich: U-na-men shi-pu, Lokativ: Unaman-shipit) ist eine Enklave innerhalb der Gemeinde Côte-Nord-du-Golfe-du-Saint-Laurent und liegt an der Mündung des Rivière Olomane[46] in den Sankt-Lorenz-Golf, ca. 145 km nordöstlich von Anticosti Island (Natashkuan – „Ort, an dem Bären erlegt werden“). Reservat: Romaine #2, ca. 40 ha, Population Januar 2017: 1.179.
- Montagnais de Natashquan (auch: Bande des Montagnais de Natashquan, Eigenbezeichnung: Nutashkuaniunnu – „Innu vom Ort, an dem Bären erlegt werden“ bzw. „Innu vom Fluss, an dem Bären erlegt werden, d. h. vom Rivière Natashquan“)[47]
Das Reservat Natashquan (Nutashkuan – „Ort, an dem Bären erlegt werden“, sprich: Na-tash-kou-an, Lokativ: Nutashkuanit) liegt an der Mündung des Rivière Natashquan (Nutashkuaniu-Shipu) in den Sankt-Lorenz-Strom, 336 km östlich von Sept-Îles. Reservat: Natashquan #1, ca. 20 ha, Population Januar 2017: 1.118.

#### Labrador / North West River Montagnais
- Sheshatshiu Innu First Nation (Eigenbezeichnung: Tshishe-Shatshiunnu – „Innu von/aus Tshishe-Shatshu“)[48]
 Die Siedlung Sheshatshiu, Tshishe-Shatshu (sprich: Shesh-ah-shee, Lokativ: Sheshatshit – „enge Stelle im Fluss“)[49] liegt am Ende des Lake Melville (Atatshi-uinipekᵘ bzw. Atatshuinapek) sowie am Südufer des North West Rivers, ca. 30 km nördlich der Kleinstadt Happy Valley-Goose Bay, nahe der Inuit-Siedlung North West River in der kanadischen Provinz Neufundland und Labrador, vormals auf Grund der Nähe zur Inuit-Siedlung war Sheshatshiu ebenfalls als „North West River“ bekannt. Die heutige First Nation besteht aus vier historischen Innu Bands: den Uashaunnu/Uashau-innuat[50] von Sept-Îles (Uashau), den Mamit Innuat/Mashkuanunnu („Östliche Innu“) aus mehreren Dörfern am Unterlauf des Sankt-Lorenz-Stroms, den Mushuaunnu/Mushuauinnut/Mushuau Innu[51] („Innu aus dem baumlosen Land (Tundra)“ bzw. „Innu vom Mushuau shipu,[52] d. h. vom George River“) von Davis Inlet sowie den lokalen Tshishe-Shatshiunnu.[53] Reservat: Sheshatshiu #3, ca. 8 km², Population Januar 2017: 1.630.